# Казале Чабаки (Кјети)
Казале Чабаки (итал. Casale Ciabacchi) је насеље у Италији у округу Кјети, региону Абруцо.
Према процени из 2011. у насељу је живело 20 становника. Насеље се налази на надморској висини од 929 м.